# Bulbophyllum lineariflorum
Bulbophyllum lineariflorum là một loài phong lan thuộc chi Bulbophyllum.